# Khaled Mesh'al
Khaled Meshʿal, o Khaled Mashʿal (in arabo خالد مشعل‎?) (Silwad, 28 maggio 1956), è un politico palestinese, uno dei capi dell'organizzazione Hamas, del cui ufficio politico è stato presidente dal 1996 al 6 maggio 2017.

## Biografia
Meshʿal nacque nel 1956 a Silwad in Cisgiordania, a quel tempo sotto il controllo giordano. Frequentò la Silwad Elementary School fino allo scoppio della guerra dei sei giorni nel 1967. La famiglia di Meshʿal si trasferì nel Kuwait subito dopo la guerra per ragioni economiche. Meshʿal entrò a far parte dei Fratelli Musulmani nel 1971. Ottenne una laurea in fisica all'Università del Kuwait nel 1978.
Nel dicembre 1987 Ahmed Yassin fonda Hamas, separandosi dai Fratelli Musulmani. Meshʿal aderisce al nuovo movimento e diventa rapidamente uno dei leader di Hamas in Kuwait. Al termine della guerra in Iraq, nel 1991, il Kuwait espelle 300 000 palestinesi per via del supporto fornito da Yasser Arafat a Saddam Hussein. Meshʿal si stabilisce in Giordania.
Il 22 settembre 1999, Meshʿal assieme ad altri due leader di Hamas, vengono accusati di attività politiche illegali e imprigionati per breve tempo. Dopo il rilascio, Re Abdullah impone la chiusura degli uffici di Hamas ad Amman ed espelle Meshʿal, il quale si stabilisce prima in Qatar e poi a Damasco, in Siria. Dal 2012 vive in Qatar.

## Attività politica
Ci si riferisce a lui a volte come il capo della leadership in esilio di Hamas. È stato coinvolto nei negoziati per il rilascio del soldato israeliano Gilad Shalit. Criticato per le attività terroristiche contro Israele attraverso la propria organizzazione politica Hamas, ha recentemente ammorbidito le proprie posizioni.
Ha dichiarato di riconoscere la "realtà" di Israele, ma ha subordinato il riconoscimento di tale Stato alla fine dell'occupazione Israeliana dei territori palestinesi occupati e alla creazione di uno Stato palestinese: "The problem is not that there is an entity called Israel. The problem is that the Palestinian state does not exist. [...] Israel is there, it is part of the United Nations and we do not deny its existence. But we still have rights and land there which have been usurped and until these matters are dealt with we will withhold our recognition."
Nel maggio 2017, Mesh'al ha preso le distanze dai Fratelli Musulmani e sottolineato che Hamas si richiama all'ideologia della Fratellanza ma rimane una organizzazione palestinese indipendente.
A seguito della morte di Ismail Haniyeh, assassinato in un attentato del Mossad a Teheran il 31 luglio 2024, diviene uno tra i membri più influenti al vertice dell'organizzazione.

## Tentativo di assassinio
Il 25 settembre 1997, Meshʿal è stato l'obiettivo di un tentativo di assassinio effettuato dal Mossad israeliano su disposizione del primo ministro Benjamin Netanyahu e del suo governo.
Sei agenti del Mossad con passaporti canadesi entrarono in Giordania, dove Meshʿal viveva. Lo avvicinarono nei pressi del suo ufficio e gli iniettarono un veleno mortale in un orecchio.
Le autorità giordane scoprirono l'attentato e arrestarono due degli agenti impegnati nel tentativo. Re Hussein di Giordania chiese a Benjamin Netanyahu di fornire l'antidoto per salvargli la vita, cosa che avvenne.
Le autorità giordane rilasciarono quindi gli agenti del Mossad in uno scambio con lo sceicco Ahmed Yassin, fondatore e leader spirituale di Hamas.
Dopo l'attentato Meshʿal dichiarerà:
(Khaled Mesh'al)

## Vita privata
Mash'al si è sposato nel 1980 o 1981 ed è padre di tre figlie e quattro figli. Dal 2022 vive in Qatar.
Il fratellastro di Mashal è l'ex cantante della Al-Sakhra Band ed ex ingegnere del Dipartimento dei lavori pubblici e dei trasporti di Dallas Mufid Abdulqader. Abduqalder sta scontando una pena detentiva di 20 anni negli Stati Uniti per aver finanziato Hamas attraverso la Holy Land Foundation for Relief and Development.